# Энгельсский район
Э́нгельсский райо́н — административно-территориальная единица (район) и муниципальное образование (муниципальный район) в Саратовской области России.
Административный центр — город Энгельс.

## География
Район расположен на левом берегу реки Волги (напротив города Саратова), в степной зоне, на волжских террасах. Рельеф равнинный, с множеством оросительных каналов Энгельсской оросительной системы им. Ю. А. Гагарина. По территории муниципального района протекает 8 рек длиной более 10 км, впадающих в Волгу. Вдоль рек находятся леса естественного происхождения. В основном же на территории муниципального района растительность составляют лесополосы и приусадебные сады.

## История
В 1919 году не вошедшая в автономную область (Трудовую коммуну) немцев Поволжья часть Новоузенского уезда, включая город Покровск, Покровскую и Терновскую волости, была передана из Самарской губернии в Саратовскую губернию. 5 января 1921 год Новоузенский уезд был разделён на Новоузенский, Покровский и Дергачёвский уезды. Декретом ВЦИК РСФСР от 22 июня 1922 года «Об изменениях в составе Трудовой коммуны немцев Поволжья» Покровский уезд был включён в автономную область (Трудовую коммуну) немцев Поволжья, в составе которой преобразован в Покровский кантон, центр автономной области был перенесён из г. Марксштадта в г. Покровск.
Постановлением ВЦИК РСФСР от 6 декабря 1927 года № 124 «Об изменениях в административном делении АССР немцев Поволжья и о присвоении немецким селениям прежних наименований, существовавших до 1914 года» Ровненский кантон был переименован в Зельманский, а Тонкошуровский — в Мариентальский, были ликвидированы Красноярский и Вольский (Куккусский) кантоны путём присоединения последнего к Зельманскому кантону, а Красноярского — путём передачи сёл Красный Яр, Подстепное, Звонаревка, Звонарев-Кут и Усть-Караман в Марксштадтский кантон, а сёл Старица, Луговая-Грязнуха, Осиновка, Липов-Кут, Липовка и Роледер — в Мариентальский кантон.
В 1931 году город Покровск был переименован в город Энгельс.
10 февраля 1934 года Покровский кантон был ликвидирован. Значительная часть его территории была подчинена Энгельсскому горсовету (Энгельсская пригородная зона), а оставшаяся часть передана Мариентальскому кантону. По постановлению ВЦИК от 18 января 1935 года «О новой сети районов и кантонов Саратовского края и АССР немцев Поволожья» из части Энгельсской пригородной зоны и частей Зельманского и Мариентальского кантонов был создан Лизандергейский кантон.
20 апреля 1937 года постановлением Президиума ВЦИК из Энгельсской пригородной зоны АССР немцев Поволжья был образован Терновский кантон с административным центром в селе Терновка (7 марта 1939 года центр перенесен в село Квасниковку).
В сентябре 1941 года город Энгельс и Красноярский, Куккусский, Лизандергейский и Терновский кантоны бывшей АССР немцев Поволжья были включены в состав Саратовской области как город областного подчинения Энгельс,Безымянский, Красноярский, Приволжский и Терновский районы.
В 1952 году административный центр Терновского района перенесен в город Энгельс.
В 1956 году в состав Терновского района включены территории упраздненных Красноярского и Приволжского районов Саратовской области, в 1959 году — территория упраздненного Безымянского района Саратовской области, в 1962 году — территория упраздненного Ровенского района (выделен обратно в самостоятельный район в декабре 1970 года).
1 февраля 1963 года Терновский район переименован в Энгельсский район.
В 1996 году по итогам всенародного референдума жителей города Энгельса и Энгельсского района об объединении города Энгельса и Энгельсского района была создана единая администрация города Энгельса и Энгельсского района, в затем в их границах было создано объединённое муниципальное образование Энгельсского района (ОМО Энгельсского района), в 2000 году преобразованное в Энгельсское муниципальное образование (ЭМО), переименованное в 2005 году в Энгельсский муниципальный район (ЭМР).

## Население
| 1989     | 2002     | 2009     | 2010     | 2011     | 2012     | 2013     |
| -------- | -------- | -------- | -------- | -------- | -------- | -------- |
| 257 078  | ↗273 966 | ↗287 197 | ↘285 019 | ↗285 342 | ↗290 089 | ↗295 873 |
| 2014     | 2015     | 2016     | 2017     | 2018     | 2019     | 2020     |
| ↗300 705 | ↗305 256 | ↗307 851 | ↗309 487 | ↗309 938 | ↘308 915 | ↗309 745 |
| 2021     |          |          |          |          |          |          |
| ↘309 207 |          |          |          |          |          |          |

### Урбанизация
В городских условиях (город Энгельс и рабочий посёлок Приволжский) проживают 82,34 % населения района.

### Национальный состав
По результатам всероссийской переписи 2020 

|title=Архивированная копия |accessdate=2017-07-18 |:
| Народ                          | Численность чел. | % от указавших нац. |
| ------------------------------ | ---------------- | ------------------- |
| русские                        | 257 177          | 90,8 %              |
| казахи                         | 7 517            | 2,7 %               |
| татары                         | 5 524            | 2,0 %               |
| украинцы                       | 1 926            | 0,7 %               |
| мордва                         | 780              | 0,3 %               |
| армяне                         | 1 502            | 0,5 %               |
| азербайджанцы                  | 1 478            | 0,5 %               |
| немцы                          | 654              | 0,2 %               |
| другие национальности          | 6 707            | 2,3 %               |
| всего указавших национальность | 283 265          | 100, 00 %           |
| всего населения                | 309 207          |                     |

## Муниципально-территориальное устройство

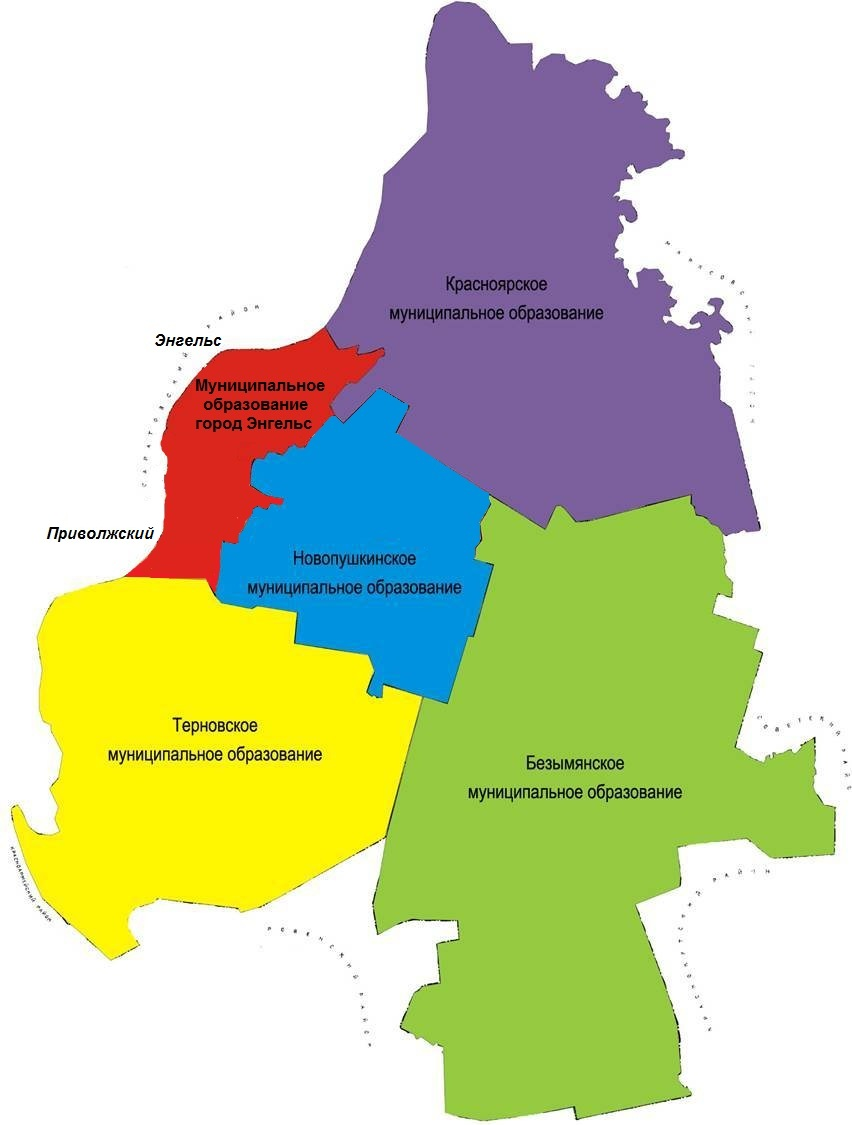
Схема муниципальных образований Энгельсского муниципального района

В Энгельсский муниципальный район входят 5 муниципальных образований, в том числе 1 городское поселение и 4 сельских поселения:
| №        | Муниципальное образование                | Административный центр | Количество населённых пунктов | Население (чел.) | Площадь (км²) |
| -------- | ---------------------------------------- | ---------------------- | ----------------------------- | ---------------- | ------------- |
| 1e-06    | Городское поселение:                     |                        |                               |                  |               |
| 1        | муниципальное образование город Энгельс  | город Энгельс          | 7                             | ↘259 371         | 184,34        |
| 1.000002 | Сельские поселения:                      |                        |                               |                  |               |
| 2        | Безымянское муниципальное образование    | село Безымянное        | 19                            | ↗9140            | 1138,52       |
| 3        | Красноярское муниципальное образование   | село Красный Яр        | 14                            | ↗12 633          | 872,25        |
| 4        | Новопушкинское муниципальное образование | посёлок Пробуждение    | 10                            | ↘16 182          | 342,22        |
| 5        | Терновское муниципальное образование     | село Терновка          | 9                             | ↗7548            | 672,30        |

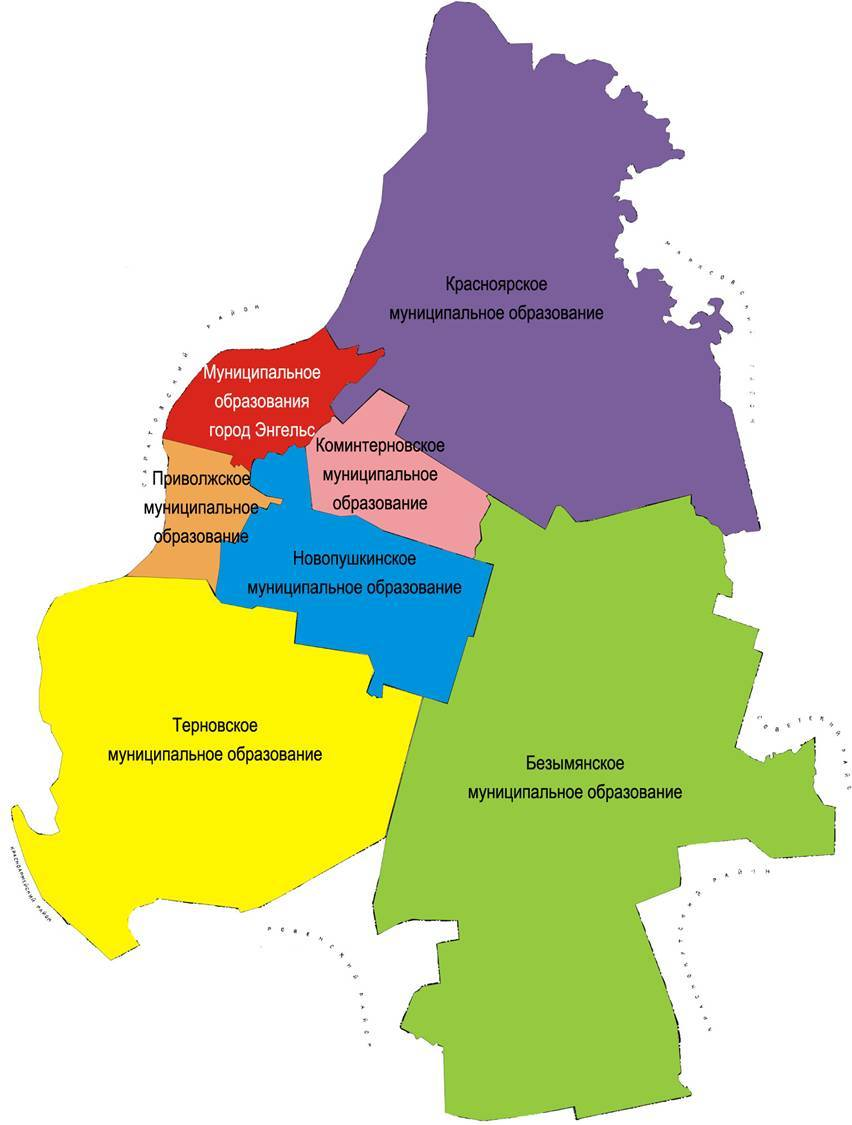
Схема муниципальных образований Энгельсского муниципального района с 2005 до 2013 гг.

В рамках организации местного самоуправления в 2005 году были созданы 7 муниципальных образований, в том числе 1 городское и 6 сельских поселений. В 2013 году были упразднены Коминтерновское муниципальное образование (включено в Новопушкинское) и Приволжское (включено в муниципальное образование город Энгельс).

## Населённые пункты
В Энгельсском районе 59 населённых пунктов, в том числе 2 городских (рабочий посёлок и город) и 57 сельских.
| №  | Населённый пункт           | Тип             | Население | Муниципальное образование |
| -- | -------------------------- | --------------- | --------- | ------------------------- |
| 1  | Анисовский                 | посёлок         | →1369     | Новопушкинское            |
| 2  | Безымянное                 | село            | ↘1456     | Безымянское               |
| 3  | Берёзовка                  | село            | ↗1060     | Терновское                |
| 4  | Бурный                     | посёлок         | ↗1014     | Безымянское               |
| 5  | Взлётный                   | посёлок         | ↘1049     | Красноярское              |
| 6  | Воскресенка                | село            | ↗808      | Безымянское               |
| 7  | Генеральское               | село            | ↗2051     | Красноярское              |
| 8  | Геофизик                   | посёлок         | ↗434      | город Энгельс             |
| 9  | Голубьевка                 | посёлок         | ↘202      | Новопушкинское            |
| 10 | Долинный                   | посёлок         | ↘100      | Новопушкинское            |
| 11 | Дом отдыха «Ударник»       | посёлок         | ↘184      | Красноярское              |
| 12 | Заветы Ильича              | село            | ↘1032     | Безымянское               |
| 13 | Зауморье                   | село            | ↗207      | Терновское                |
| 14 | Зелёный Дол                | село            | ↗546      | Безымянское               |
| 15 | Калинино                   | посёлок         | ↗146      | Безымянское               |
| 16 | Квасниковка                | село            | ↗2283     | город Энгельс             |
| 17 | Кирово                     | село            | ↘540      | Безымянское               |
| 18 | Коминтерн                  | посёлок         | ↗2314     | Новопушкинское            |
| 19 | Красноармейское            | село            | ↗955      | Терновское                |
| 20 | Красный Партизан           | село            | ↘495      | Безымянское               |
| 21 | Красный Яр                 | село            | ↘3232     | Красноярское              |
| 22 | Лебедево                   | ж.д. станция    | 79        | Новопушкинское            |
| 23 | Лебедево                   | посёлок         | ↗21       | Безымянское               |
| 24 | Ленинское                  | село            | ↗1151     | Красноярское              |
| 25 | Липовка                    | село            | ↗1039     | Красноярское              |
| 26 | Лощинный                   | посёлок         | ↘1155     | Новопушкинское            |
| 27 | Малая Тополевка            | посёлок         | ↗118      | Красноярское              |
| 28 | Межевой                    | посёлок         | ↗338      | Безымянское               |
| 29 | Новая Каменка              | село            | ↗3        | Безымянское               |
| 30 | Новая Терновка             | село            | ↗640      | Терновское                |
| 31 | Новопушкинское             | посёлок         | ↗3514     | Новопушкинское            |
| 32 | Новоселово                 | посёлок         | ↗533      | город Энгельс             |
| 33 | Новочарлык                 | посёлок         | ↗14       | Безымянское               |
| 34 | Овражный                   | посёлок         | ↗45       | Красноярское              |
| 35 | Осиновка                   | село            | ↗492      | Красноярское              |
| 36 | Первомайское               | село            | ↗324      | Безымянское               |
| 37 | Плодосовхоз                | посёлок         | ↘154      | город Энгельс             |
| 38 | Подгорное                  | село            | ↗102      | Терновское                |
| 39 | Подстепное                 | село            | ↗903      | Красноярское              |
| 40 | Посёлок имени Карла Маркса | посёлок         | ↘2605     | Новопушкинское            |
| 41 | Прибрежный                 | посёлок         | ↗1492     | город Энгельс             |
| 42 | Приволжский                | рабочий посёлок | ↘32 476   | город Энгельс             |
| 43 | Придорожный                | посёлок         | ↗1602     | Новопушкинское            |
| 44 | Прилужный                  | посёлок         | ↗610      | Безымянское               |
| 45 | Пробуждение                | посёлок         | ↘3414     | Новопушкинское            |
| 46 | Смеловка                   | село            | ↗239      | Терновское                |
| 47 | Солонцово                  | посёлок         | ↘45       | Безымянское               |
| 48 | Старицкое                  | село            | ↗426      | Красноярское              |
| 49 | Степное                    | село            | ↗972      | Терновское                |
| 50 | Тарлык                     | село            | ↗51       | Безымянское               |
| 51 | Терновка                   | село            | ↘529      | Терновское                |
| 52 | Титоренко                  | ж.д. станция    | ↘760      | Безымянское               |
| 53 | Узморье                    | село            | ↗1629     | Терновское                |
| 54 | Усть-Караман               | село            | ↗174      | Красноярское              |
| 55 | Шевченко                   | посёлок         | ↘194      | Безымянское               |
| 56 | Широкополье                | село            | ↗803      | Безымянское               |
| 57 | Шумейка                    | село            | ↗1469     | Красноярское              |
| 58 | Энгельс                    | город           | ↘222 115  | город Энгельс             |
| 59 | Ясеновка                   | посёлок         | ↗11       | Красноярское              |

## Органы местного самоуправления

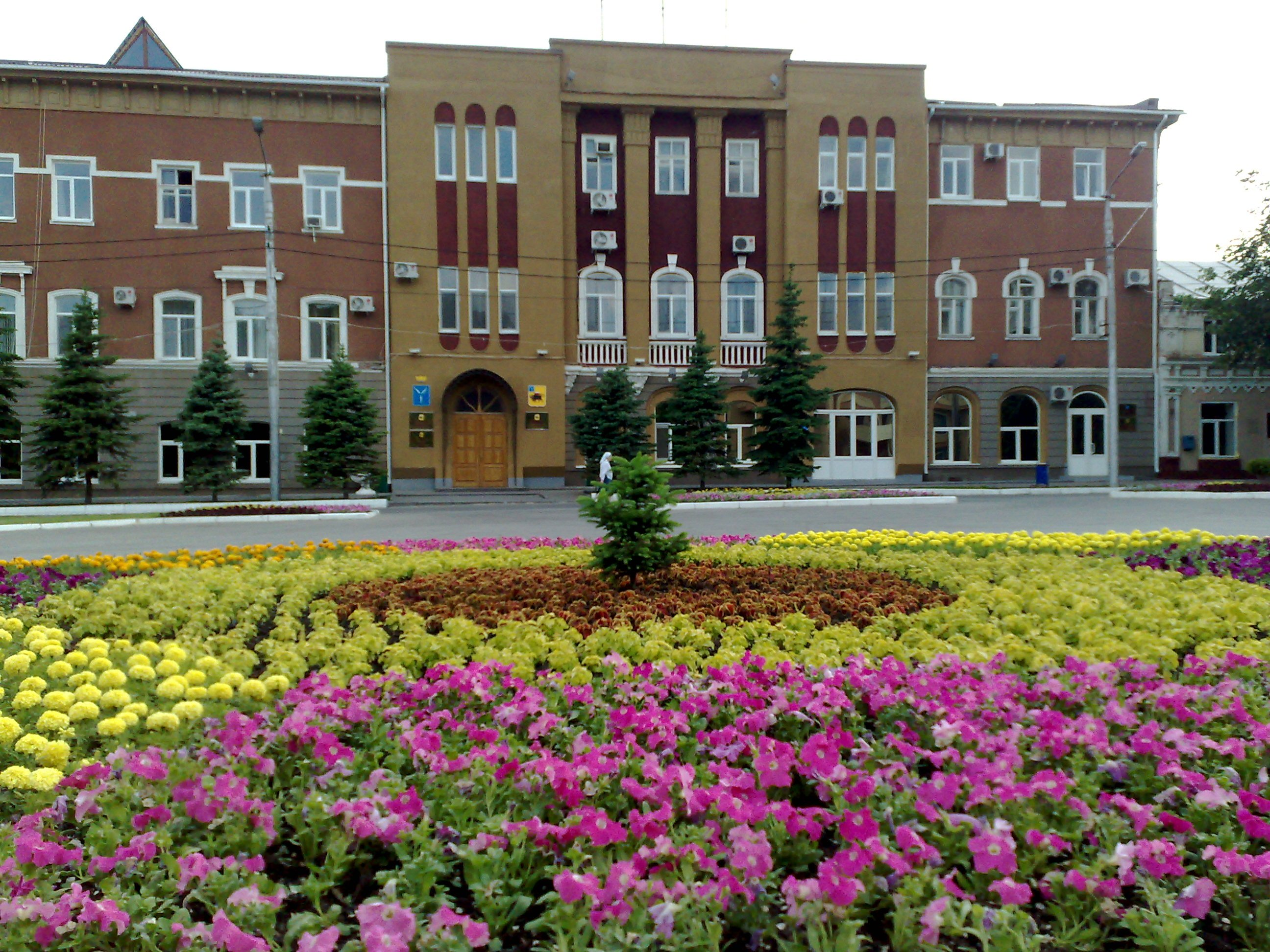
Администрация Энгельсского муниципального района

Структуру органов местного самоуправления Энгельсского муниципального района составляют:
- Собрание депутатов Энгельсского муниципального района — представительный орган власти,
- Глава Энгельсского муниципального района — высшее должностное лицо муниципального района,
- администрация Энгельсского муниципального района — исполнительно-распорядительный орган,
- Контрольно-счётная палата Энгельсского муниципального района.

Собрание депутатов Энгельсского муниципального района (25 депутатов, избираются на 5 лет) возглавляет глава муниципального образования город Энгельс Таушанкова Юлия Валерьевна (с 2023).
Главы Энгельсского муниципального района:
- неизвестно
- Михаил Лысенко (2006—2010)
- Дмитрий Лобанов (2011—2016)
- Андрей Куликов (20 сентября 2016 — 9 июня 2017)
- Александр Стрелюхин (и. о. 9 июня — 20 июля 2017; 20 июля 2017 — 3 июля 2019)
- Дмитрий Тепин (и. о. 4—26 июля 2019; 26 июля 2019 — 7 мая 2020)
- Алексей Стрельников (и. о. 7 мая — 3 июня 2020; 3 июня 2020 — 20 мая 2022)
- Дмитрий Плеханов (и. о. 23 мая — 19 июня 2022; 19 июня 2022 — 15 августа 2024)
- Михаил Исаев (и. о. 15 августа — 6 сентября 2024; 6 сентября 2024 — 12 февраля 2025)
- Максим Леонов (и. о. 12 февраля — 7 марта 2025, с 7 марта 2025)

## Официальные символы

### Герб
Современный герб утвержден 6 июля 2000 года:.

«Герб Энгельсского муниципального района представляет собой четырёхугольный, с закруглёнными нижними углами, заострённый в оконечности золотой геральдический щит с изображением идущего чёрного быка с червлёными (красными) глазами, языком, рогами и копытами, на спину которого поставлена червлёная (красная) чаша с серебряной горкой соли. В знак принадлежности Энгельсского муниципального района к Саратовской области в щит помещена лазоревая (синяя, голубая) вольная часть с тремя серебряными стерлядями, расположенными в виде вилообразного креста. Золотое поле герба символизирует традиционные хлебные богатства Заволжья. Обременённый солонкой бык напоминает о том, что Покровская слобода была основана как важный перевалочный пункт на пути поставки соли с озера Эльтон»

16 апреля 2002 года решением Геральдического совета при Президенте Российской Федерации герб внесен в Государственный геральдический регистр Российской Федерации под номером 853
Решением Собрания депутатов Энгельсского муниципального района установлено, что до создания собственных официальных символов муниципальных образований поселений в составе Энгельсского муниципального района их органы местного самоуправления вправе использовать герб Энгельсского муниципального района.

### Флаг
Флаг утвержден 8 августа 2002 года и переутверждён 2 марта 2006 года.

«Флаг Энгельсского муниципального района представляет собой прямоугольное полотнище с отношением ширины к длине 2:3, с синей частью у древкового края полотнища и жёлтой — у свободного края полотнища, которые перекрыты двумя равновеликими стропилами — красным и чёрным, вершины которых обращены к середине свободного края полотнища. Вершина красного стропила совпадает с центром полотнища, вершина чёрного стропила отстоит от древкового края на 2/3 длины полотнища. На синей части изображен прилегающий к красному стропилу белый вертикальный ромб, центр которого отстоит на 1/3 ширины полотнища от древкового края, а высота составляет 3/4 ширины полотнища»

Решением Собрания депутатов Энгельсского муниципального района установлено, что до создания собственных официальных символов муниципальных образований поселений в составе Энгельсского муниципального района их органы местного самоуправления вправе использовать флаг Энгельсского муниципального района.

## Экономика
Сельское хозяйство пригородного типа. Основная продукция: овощи (район является крупнейшим производителем овощей в Саратовской области), фрукты, молоко, яйцо и мясо птицы. Промышленное производство в основном сосредоточено в городе Энгельсе.
На территории муниципального района находятся крупные месторождения полезных ископаемых, нефти и газа, а также 5 разведанных месторождений питьевых подземных вод, в том числе — самое крупное месторождение подземных вод в Саратовской области — Генеральское и 2 месторождения минеральных вод (Подгорненское и Терновское).

## Достопримечательности
В районе села Смеловка (Терновское муниципальное образование) находится мемориальный комплекс «Место приземления первого космонавта Земли Ю. А. Гагарина».
Выше Энгельса по течению Волги, в Красноярском муниципальном образовании расположен дом отдыха «Ударник» регионального значения.
Близ села Шумейки (Красноярское муниципальное образование) располагается массив элитных дач Саратовской области.
В селе Липовке (Красноярское муниципальное образование) сохранилось здание лютеранской кирхи 1906 года постройки.
- К СВ от с. Шумейка, в урочище Подстепное, находится известное с начала X века золотоордынское селище. Поселение протянулось вдоль Волги на 2 км. Найдены остатки кирпичных и деревянных построек, безынвентарное погребение, золотоордынская и древнерусская керамика, серебряные и медные монеты 20-х — 60-х годов XIV века, крестики, которые можно отнести к древнерусским, а также русский (?) бронзовый перстень с солярным знаком.